# Särkijärvi (Gällivare socken, Lappland, 749156-173760)
Särkijärvi är en sjö i Gällivare kommun i Lappland och ingår i Kalixälvens huvudavrinningsområde. Sjön har en area på 0,175 kvadratkilometer och ligger 383,1 meter över havet. Sjön avvattnas av vattendraget Harrijoki.

## Delavrinningsområde
Särkijärvi ingår i det delavrinningsområde (749166-173702) som SMHI kallar för Utloppet av Särkijärvi. Medelhöjden är 405 meter över havet och ytan är 1,52 kvadratkilometer. Det finns inga avrinningsområden uppströms utan avrinningsområdet är högsta punkten. Harrijoki som avvattnar avrinningsområdet har biflödesordning 4, vilket innebär att vattnet flödar genom totalt 4 vattendrag innan det når havet efter 230 kilometer. Avrinningsområdet består mestadels av skog (89 procent). Avrinningsområdet har 0,17 kvadratkilometer vattenytor vilket ger det en sjöprocent på 11,4 procent.